# Muzeum Regionalne w Działoszynie
Muzeum Regionalne w Działoszynie – muzeum położone w Działoszynie. Placówka działa w ramach Regionalnego Centrum Rozwoju Kultury i Turystyki z siedzibą w Działoszynie, będącego jednostką organizacyjną powiatu pajęczańskiego. Jego siedzibą jest pochodzący z XVII wieku budynek dawnego Pałacu Męcińskich, obecnie mieszczący Powiatowy Ośrodek Kultury. 
Placówka powstała w 2007 roku. Ekspozycja muzealna mieści się na pałacowym poddaszu. W ramach wystawy odtworzono wnętrze chaty chłopskiej z przełomu XIX i XX wieku. Wnętrze chaty zostało wyposażone w dawne meble, przedmioty codziennego użytku, sprzęty rolnicze oraz ozdoby.
Muzeum jest czynne codziennie z wyjątkiem niedziel. Wstęp jest płatny.